# Armenisch-aserbaidschanischer Grenzkonflikt

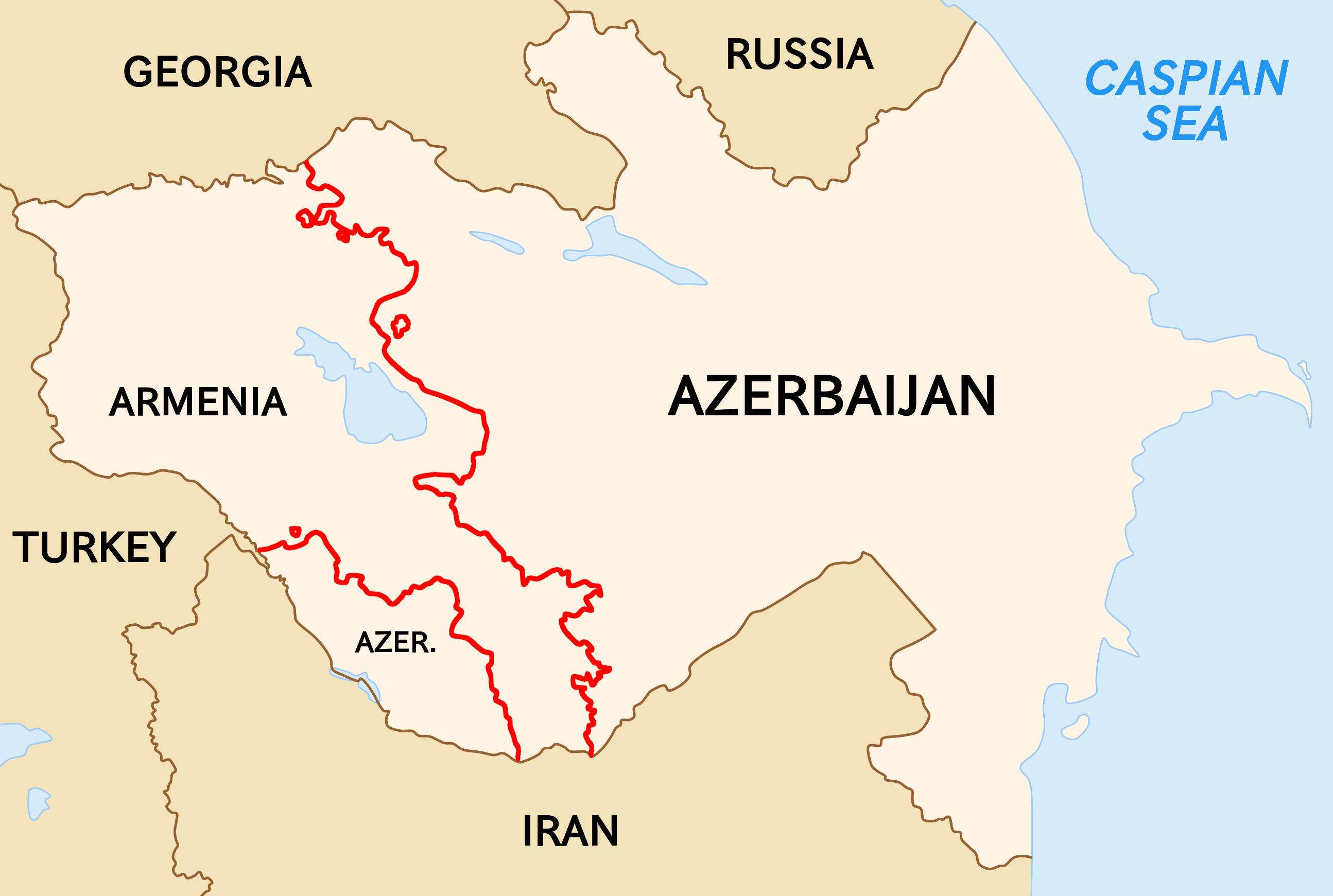
Grenze zwischen Armenien und Aserbaidschan

Von Aserbaidschan besetzte Gebiete Armeniens (2023)

Der armenisch-aserbaidschanische Grenzkonflikt findet seit Mai 2021 zwischen Armenien und Aserbaidschan entlang deren gemeinsamer Staatsgrenze statt. Die Auseinandersetzungen zwischen den Streitkräften beider Staaten eskalierten am 12. Mai 2021, als aserbaidschanische Soldaten mehrere Kilometer auf armenisches Gebiet vordrangen. Bereits zuvor gab es seit dem Waffenstillstand vom 10. November 2020, der den Krieg um Bergkarabach 2020 beendete, gelegentlich Streitigkeiten um die gemeinsame Grenze. Seit Mai 2021 kommt es häufiger zu bewaffneten Auseinandersetzungen an fast allen Abschnitten der Grenze sowie in Bergkarabach in der international nicht anerkannten, von armenischen Separatisten geführten Republik Arzach. Bei den schwersten zwischenstaatlichen Auseinandersetzungen Mitte September 2022 starben über 200 Menschen. Im Dezember 2022 begann eine Blockade der letzten Verbindung zwischen Armenien und Arzach, die immer weiter verschärft wurde und eine Versorgungskrise im Separatistengebiet verursachte. Am 19. September 2023 erfolgte eine Offensive Aserbaidschans und tags darauf die Kapitulation von Arzach. Mit der Kapitulation begann die Integration Bergkarabachs nach Aserbaidschan und die Flucht der Bewohner nach Armenien.
Seit Ende 2023 verhandeln Armenien und Aserbaidschan über eine „Vereinbarung zum Aufbau von Frieden und zwischenstaatlichen Beziehungen“. Anfang 2024 einigten sich die Konfliktparteien auf eine Grenzziehung gemäß der Erklärung von Alma-Ata. Im August 2025 wurde im Weißen Haus ein Armenisch-aserbaidschanisches Friedensabkommen unterzeichnet, bei dem die Beendigung der Kampfhandlungen vereinbart wurde.

## Hintergrund
Der Konflikt um Bergkarabach, im Zuge dessen Armenien beziehungsweise die international nicht anerkannte Republik Arzach seit den 1990er Jahren die von ihnen beanspruchten und weitere Gebiete von Aserbaidschan in Bergkarabach hielt, eskalierte im September 2020 zu einem erneuten Krieg. Im Laufe des Krieges konnte Aserbaidschan ein Drittel des Territoriums der Republik Arzach erobern. Ein weiteres Drittel, Gebiete die zu Zeiten der Sowjetunion schon direkt von Aserbaidschan verwaltet wurden und keine Autonomie hatten, wurden im Zuge des Waffenstillstands der Kontrolle von Aserbaidschan übergeben. Der übrige Teil Arzachs wurde unter den Schutz einer russischen Friedenstruppe gestellt, die ebenfalls den Latschin-Korridor kontrolliert, der die letzte Verbindung zwischen Arzach und Armenien darstellt. Die Einrichtung der Friedenstruppe wurde bis Anfang Mai 2021 abgeschlossen.
Die Übergabe von Gebieten an Aserbaidschan führte in Arzach zu Problemen in der Kommunikation einschließlich Mobilfunk sowie in der Stromversorgung. Bereits im Dezember kam es zu Verletzungen des Waffenstillstands, als aserbaidschanische Einheiten am 11. Dezember die letzten armenisch gehaltenen Dörfer, Hin Tagher und Chzaberd, in der Provinz Hadrut einnahmen und sie am 14. Dezember nach Verhandlungen endgültig übergeben bekamen. Es folgten weitere Angriffe und Grenzüberschreitungen und -streitigkeiten in der Region zwischen dem Latschin-Korridor und Stepanakert, die einzige Verbindung zwischen Armenien und Arzach. Auch Forderungen nach aserbaidschanischer Kontrolle über den Latschin-Korridor wurden laut. Es folgten in den nächsten Monaten Streitigkeiten und Blockaden an der Mine von Sotk, die genau auf der Staatsgrenze liegt – bis zum Krieg waren beide Seiten von Armenien beziehungsweise Arzach kontrolliert worden – und an Orten entlang der Straße zwischen den armenischen Städten Goris und Kapan. Die Straße verläuft entlang der Grenze und überschreitet sie an einigen Stellen. Auch Teile einiger Siedlungen oder deren Wirtschaftsland erstrecken sich in das nun nach 25 Jahren wieder von Aserbaidschan kontrollierte Gebiet. Diese unmittelbaren Grenzgebiete hatte Aserbaidschan nicht einnehmen können, sie wurden von Armenien im Laufe des Dezembers 2020 auf Anweisung von Premier Paschinjan geräumt, um Kämpfe mit einrückenden aserbaidschanischen Grenztruppen zu vermeiden. Armenien betrachtet die Grenzziehung daher nur als vorläufige Festlegung von Kontrollzonen, der eine dauerhafte Grenzfestlegung erst nach der Normalisierung der diplomatischen Beziehungen beider Länder folgen kann. Am 2. Februar 2021 warf Aserbaidschan Armenien vor, Schüsse auf aserbaidschanische Stellungen im Bezirk Qazax, weit nördlich von Bergkarabach, abgegeben zu haben, was die armenische Regierung bestritt. Im April 2021 wurde auch wieder mehrfach Beschuss von Ortschaften im verbliebenen Gebiet von Arzach gemeldet, insbesondere Stepanakert und dessen südliche Umgebung.
Da im Waffenstillstandsabkommen die Öffnung von Transport- und Kommunikationswegen zwischen Aserbaidschan und seiner Exklave Nachitschewan vorgesehen ist, forderte die Regierung in Baku wiederholt die Öffnung eines Korridors durch Armenien, dem von ihr so genannten Sangesur-Korridor. Die armenische Regierung lehnt einen solchen Korridor ab. Armenischen Analysten zufolge dient die Blockade von Straßen, die nun teils von Aserbaidschan kontrolliert werden, dem Aufbau von Druck auf Armenien, die Bedingungen des Waffenstillstands im Sinne von Aserbaidschan auszulegen und bei der darin vorgesehenen Öffnung von Verkehrswegen zwischen Aserbaidschan und seiner Exklave Nachitschewan Zugeständnisse zu erhalten. Russland wiederum profitiere davon, dass es als Vermittler Kontrolle über Verkehrswege und damit Einfluss in beiden Staaten erhalten könne. Nach der Kontrolle und Festnahme iranischer Fahrer wurde jedoch auch vermutet, dass Aserbaidschan Druck auf den Iran ausüben wolle, der über die Straße eine der wenigen nicht sanktionierten Verbindungen nach Norden hat. Der aserbaidschanische Präsident İlham Əliyev hat zudem mehrfach betont, dass die armenische Provinz Sjunik, die zwischen dem nun großteils wieder von Aserbaidschan kontrollierten Bergkarabach und Nachitschewan liegt, historisches aserbaidschanisches Gebiet sei. Dies führte zu Befürchtungen in Armenien vor einem neuerlichen Angriff Aserbaidschans, nun auf dieses Gebiet.
Nach dem verlorenen Krieg kam es in Armenien zu einer innenpolitischen Krise, in deren Folge der armenische Premierminister Paschinjan Ende April 2021 zurücktrat und am 20. Juni Neuwahlen abgehalten wurden. Nachdem der Wahlkampf im Mai begonnen hatte, nahmen auch die Spannungen mit Aserbaidschan an der Grenze zu, was vor allem zum Nachteil von Paschinjans Regierungspartei war. Der warf daher Aserbaidschan vor, mit den Vorfällen an der gemeinsamen Grenze Einfluss auf den Wahlkampf zu nehmen. Seine Partei konnte die Wahl schließlich erneut mit absoluter Mehrheit gewinnen.

## Ereignisse

### 2021

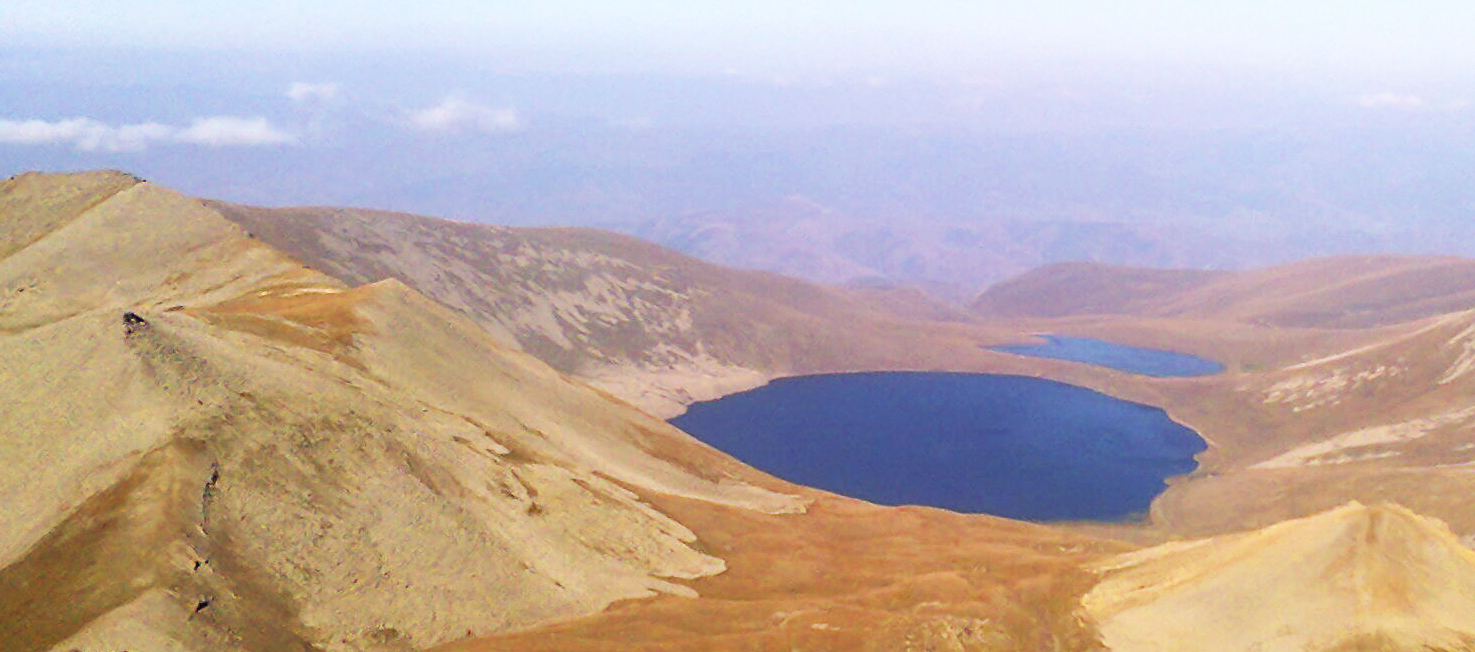
Der Sew-See (aserb. Qaraqöl) vom Berg Ischchanassar gesehen, an dem in sowjetischer Zeit die Grenze nicht genau markiert wurde und in dessen Umgebung in Richtung Armenien es zu Kämpfen kam.

Im Laufe des Jahres 2021 fanden dann mehrfach intensivere Kämpfe statt. Zunächst ab dem 12. Mai vor allem um den See Sew und an der Grenze zwischen Armenien und Aserbaidschan südlich davon. Dabei soll Aserbaidschan armenisches Gebiet besetzt haben. In den Monaten danach warfen sich beide Seiten wiederholt gegenseitigen Beschuss vor. Im September 2021 löste die Festnahme iranischer Lkw-Fahrer durch Aserbaidschan auf der Straße entlang der armenisch-aserbaidschanischen Grenze eine diplomatische Krise zwischen Aserbaidschan und dem Iran aus. Gegen Ende des Jahres 2021 fanden vermehrt Vermittlungen zwischen beiden Seiten statt, bei denen es vor allem um eine endgültige Grenzfestlegung und die Übergabe von Minenkarten sowie Kriegsgefangenen ging.

### 2022
Die gewaltsamen Zusammenstöße an der Staatsgrenze und an der Waffenstillstandsgrenze in Bergkarabach setzten sich im Jahr 2022 ab Mitte Januar über das ganze Jahr hinweg fort. Ab März kam es wiederholt zur Unterbrechung der Gasversorgung von Arzach über die durch aserbaidschanisch kontrolliertes Gebiet verlaufende Pipeline. Im gleichen Monat überschritten aserbaidschanische Truppen die Waffenstillstandslinie und besetzten den Ort Paruch in Bergkarabach. Diplomatisch bemühte sich Armenien um eine Normalisierung der Beziehungen zur mit Aserbaidschan verbündeten Türkei und um eine Intensivierung der Beziehungen mit dem Iran. Im April 2022 begannen Verhandlungen unter Vermittlung von EU-Ratspräsident Michel zwischen Armenien und Aserbaidschan über einen Friedensvertrag, die ab da immer wieder fortgesetzt wurden. Eine zwischenstaatliche Kommission zur Klärung von Grenzfragen wurde eingesetzt und nahm ihre Arbeit im Mai auf. Regelmäßig fanden zwischen Armenien und Aserbaidschan Austausche von Gefangenen statt. Das in den vorhergehenden Jahrzehnten zu Verhandlungen genutzte Format der Minsk-Gruppe wurde insbesondere von der aserbaidschanischen Seite beerdigt, denn es habe nicht zur Konfliktlösung beigetragen und die Verhandlungsführer des Formats fielen wegen des Russischen Überfalls auf die Ukraine und dessen diplomatische Folgen aus.
Ab August 2022 kam es zu größeren Kämpfen, bei denen Aserbaidschan zunächst den Ort Saribaba und Anhöhen auf dem Kamm des Karabach-Gebirges in Bergkarabach einnahm. Dies wurde begleitet von wiederholten Forderungen Aserbaidschans, armenische Truppen sollten sich aus Bergkarabach zurückziehen beziehungsweise entwaffnet werden sowie Vorwürfen von Waffenschmuggel über den Latschin-Korridor, die ab da regelmäßig erhoben wurden. Ebenfalls im August wurde der eigentlich Latschin-Korridor auf Druck aus Baku an Aserbaidschan übergeben und durch eine neu errichtete, parallel und nicht durch Ortschaften verlaufende Straße ersetzt. Ab dem 13. September kam es an der Staatsgrenze zu den schwersten Auseinandersetzungen des Konflikts seit dem Krieg 2020, bei denen fast 300 Menschen starben. Armenien gab zudem an, Aserbaidschan habe weitere 10 Quadratkilometer armenischen Territoriums besetzt. Außer von Armenien wurde insbesondere aus den USA Aserbaidschan als Aggressor angesehen und für den Gewaltausbruch verurteilt. Im Oktober verstärkte die EU ihre Vermittlungsbemühungen und entsandte eine Beobachtermission nach Armenien an die Staatsgrenze. Im Dezember wurde der neue Latschin-Korridor von aserbaidschanischen Demonstranten blockiert. Die Blockade der Republik Arzach wurde von den russischen Friedenstruppen nicht beseitigt, sondern geschützt, und löste in den folgenden Monaten eine Versorgungskrise in Bergkarabach aus.

### Januar 2023
Die Blockade des Latschin-Korridors setzte sich im Januar 2023 fort und aus Armenien wurden zunehmend Vorwürfe laut, dass Aserbaidschan auf diese Weise eine ethnische Säuberung von Bergkarabach vorbereite. Man wolle daher weiter Druck über internationale Organisationen machen, Paschinjan bat um eine internationale Mission zur Klärung der Situation in Bergkarabach. Die aserbaidschanische Regierung hielt dagegen, dass Versorgungsgüter den Korridor passieren könnten und stattdessen an Armenien sei, sich an Vereinbarungen zu halten und die aus aserbaidschanischer Sicht illegale Ausbeutung von Bodenschätzen durch Armenier in Bergkarabach zu stoppen. Auch sei der Korridor für illegale Waffen- und Treibstofflieferungen missbraucht worden. Am 10. Januar führten die Behörden von Arzach wegen der Versorgungsengpässe eine Rationalisierung von Lebensmitteln ein, die am 20. Januar in Kraft trat. Dazu wurden auch Lebensmittelmarken eingeführt. Viele Nahrungsmittel, Medikamente sowie Güter für die Versorgung von Babys und Kranken wurden im Laufe des Januars knapper und nur wenige Konvois des Roten Kreuzes oder der russischen Truppen mit Hilfsgütern konnten den Korridor passieren. Auch die Internetverbindung sowie die einzige Hochspannungsleitung zwischen Bergkarabach und Armenien sei seit Anfang Januar unterbrochen und eine unterbrechungsfreie Stromversorgung sei nicht mehr möglich, hieß es aus Arzach. Am 17. Januar wurde auch die Gasversorgung der Region unterbrochen. Die Versorgung mit Strom, Gas und Internet wurde zeitweise wiederhergestellt, jedoch auch immer wieder unterbrochen.
Als Folge des Konflikts mit Aserbaidschan und der ausgebliebenen Unterstützung der Organisation des Vertrags über kollektive Sicherheit, dessen Mitglied Armenien ist, lehnte Armenien am 10. Januar die für 2023 geplanten Übungen des Bündnisses auf seinem Territorium ab. Am gleichen Tag äußerte Paschinjan seine Bedenken, ob Russland noch ein Sicherheitsgarant für Armenien sein kann oder nicht eher ein Risiko für die Sicherheit des Landes ist. Die Entspannung der Beziehungen mit der Türkei wurde dagegen vorangetrieben und angekündigt, das Verbot des bilateralen Luftfrachtverkehrs aufzuheben. Während der aserbaidschanische Präsident Alijew am 11. Januar davon sprach, dass das Jahr 2023 die letzte Chance auf einen Friedensvertrag sei, da die russische Mission 2025 auslaufe und Aserbaidschan keinen weiteren Krieg wolle, aber gut für diesen gerüstet sei, erklärte der armenische Außenminister am 18. Januar, dass Aserbaidschan die Verhandlungen über einen Friedensvertrag eingestellt habe und auf Vorschläge nicht mehr reagiere. Am 23. Januar beschloss der Rat der Europäischen Union die Einrichtung einer zivilen EU-Mission in Armenien (EUMA), um das Grenzgebiet zwischen Armenien und Aserbaidschan zu überwachen. Die Mission soll Patrouillen durchführen und ist zunächst auf zwei Jahre angelegt.

### Februar 2023
Anfang Februar erhob Paschinjan erneut Vorwürfe gegen Russland, die Sicherheit nicht gewährleisten zu können und die Kontrolle über den Latschin-Korridor verloren zu haben. Währenddessen kritisierte das russische Außenministerium die anstehende EU-Überwachungsmission sowie Armeniens Einladung dazu als Einmischung und Störung des Sicherheitssystems der Region, das von Russland garantiert werde. Die Forderungen Aserbaidschans nach einem Korridor durch Armenien wurden am 10. Februar erstmals auch durch den Iran abgelehnt. Ein solcher Korridor, der die Verbindung von Armenien in den Iran unterbreche, wolle man nicht erlauben. Am 17. Februar übergab Armenien einen neuen Entwurf für einen Friedensvertrag an Aserbaidschan. Paschinjan drückte zugleich Sorge über die andauernde Blockade und deren humanitäre Auswirkungen aus, die die Friedensverhandlungen belasten. Bei einer gemeinsamen Diskussion auf der Münchner Sicherheitskonferenz am 20. Februar lehnte Alijew ab, Bergkarabach im Friedensvertrag zu erwähnen. Die Verhandlungen würden nur schleppend vorangehen. Die neue EU-Beobachtermission in Armenien (EUMA) nahm am 20. Februar ihre Arbeit auf und richtete ein Hauptquartier in Jeghegnadsor ein. Auch Deutschland ist an der Mission beteiligt.
Am 22. Februar ordnete der Internationale Gerichtshof der Vereinten Nationen einstweilen an, dass Aserbaidschan die Blockade des Latschin-Korridors nach Bergkarabach aufheben muss. Das Gericht folgte damit dem Antrag Armeniens. Der UN-Generalsekretär sowie unter anderem die Außenministerinnen Deutschlands und der Niederlande forderten zur Umsetzung der bindenden Anordnung auf. Ende des Monats kam es erstmals seit Monaten zu einem Treffen von Vertretern der Regierung in Baku und Vertretern der Republik Arzach, in dem Fragen des Konflikts und Vorschläge zur Beendigung der Blockade besprochen wurden. Möglich wurde das Treffen laut Vermutungen von Beobachtern durch die Entlassung des Staatsministers Ruben Wardanjan durch den Präsidenten von Arzach wenige Tage zuvor. Baku hatte Verhandlungen mit ihm ausgeschlossen und seine Absetzung gefordert. Die Blockade von Arzach, der Mangel an Nahrungsmittel und Energie hielt dennoch über den Februar hinweg an. Es waren weiterhin Rationierungen und regelmäßige Stromausfälle notwendig. Am 22. Februar wurden erste direkte Verhandlungen zwischen der Regierung in Baku und Vertretern aus Arzach aufgenommen.

### März 2023
Am 1. März kam es zu weiteren Gesprächen zwischen Vertretern Arzachs und Aserbaidschan unter Vermittlung der russischen Friedenstruppe. Dabei wurden die Blockade des Latschin-Korridors, Vereinbarungen über einen Abbau der Spannungen und eine aserbaidschanische Überwachung des Bergbaus in der Region besprochen. Aserbaidschan habe dabei die Integration des Gebietes gefordert oder mit härteren Maßnahmen gedroht, so die Regierung von Arzach einige Tage später. Am Tag nach dem Treffen wurde in Arzach der frühere Generalstaatsanwalt Gurgen Nersisjan als neuer Staatsminister ernannt. Am 6. März kam es zu einem Schusswechsel zwischen Polizisten aus Arzach und aserbaidschanischen Soldaten, bei denen drei der Polizisten und zwei aserbaidschanische Soldaten starben. Aserbaidschan behauptete, ein Fahrzeug für den illegalen Transport von Munition aus Armenien aufhalten zu wollen und forderte Kontrollpunkte am Latschin-Korridor. Die armenische Seite wies die Anschuldigungen und Forderungen zurück. Auch für den 7. März und erneut für den 11. März meldete Aserbaidschan erneut illegale Militärtransporte auf der Route. Es folgten Verletzungen des Waffenstillstands in der Provinz Martuni von Arzach, wo armenische Zivilisten beschossen wurden, sowie Anschuldigungen Bakus, dass Armenien aus Gegharkunik heraus aserbaidschanische Stellungen beschossen hätte.
Die Armenien für 2023 zustehende Besetzung eines stellvertretenden Generalsekretärs der OVKS wurde im März vom armenischen Außenminister zurückgewiesen, da man noch immer auf Antworten des Bündnisses auf die Bedrohung der armenischen Sicherheit warte. Der armenische Premierminister brachte am 15. März einen Rückzug der OVKS aus Armenien ins Gespräch. Nach der Rede von Paschinjan reagierte am 15. März zunächst der aserbaidschanische Außenminister und warf ihm vor, die Vertreibung von Aserbaidschanern aus Armenien zu leugnen und ihnen die Rückkehr zu verwehren. Auch lehnte er eine Einmischung Armeniens in Bergkarabach ab, wo den armenischen Bewohnern alle Rechte zugestanden werden sollten, die auch für andere Aserbaidschaner gelte, jedoch keine Sonderrechte. Der politische Beobachter Haji Namazov erwartete daraufhin zwar Ruhe an der Grenze zu Armenien, aber Aktionen Aserbaidschans in Bergkarabach. Vorwürfe Paschinjans, die russischen Friedenstruppen würden ihrer Aufgabe nicht gerecht, wurden aus Moskau zurückgewiesen. Dennoch wiederholte der armenische Premierminister den Vorwurf am 16. März, als er auch Aserbaidschan beschuldigte, für die Blockade des Latschin-Korridors verantwortlich zu sein und weitere Eskalationen vorzubereiten. In einer Rede zu Nowruz am 18. März sprach Alijew davon, dass Armenien einen Frieden zu den aserbaidschanischen Bedingungen akzeptieren müsse und sich nicht in Bergkarabach einmischen dürfe. Ein armenischer Soldat kam am 22. März nach armenischen Angaben durch aserbaidschanischen Beschuss bei Jerasch zu Tode. Am 26. März drangen aserbaidschanische Truppen über die Waffenstillstandslinie in das von den Friedenstruppen kontrollierte Gebiet vor, vorgeblich um die Errichtung einer Straße zur Umgehung der Blockade zu stoppen. Die Friedenstruppen griffen ein und begannen Verhandlungen. Die Regierung in Stepanakert forderte den Abzug der aserbaidschanischen Soldaten, wie auch die russische Regierung, und begründete die Straße mit der Verbindung vierer Dörfer, die seit der Blockade völlig unzugänglich sind. Ende März sprach der Chef von EUMA davon, dass man in Armenien Angst vor einer aserbaidschanischen Frühjahrsoffensive habe.

### April 2023
Die Blockade des Latschin-Korridors setzte sind im April 2023 fort. Die Behörden in Stepanakert meldeten, dass die Blockierer verhinderten, dass Einwohner Arzachs von Armenien aus in ihre Heimat zurückkehren konnten. Nur vier Kranke wurden durchgelassen, die übrigen trotz Begleitung durch die Friedenstruppen nicht. Von Politikern aus Arzach nahm daher die Kritik an der Politik Paschinjans zu, dessen Positionen sich immer mehr denen Aserbaidschans annäherten. Am 11. April kam es zu Schusswechseln zwischen aserbaidschanischen und armenischen Einheiten an der Grenze nahe Tegh, bei denen sieben Menschen ums Leben kamen. Beide Seiten wiesen sich gegenseitig die Schuld zu. Am Tag zuvor war bereits ein aserbaidschanischer Soldat 14 Kilometer weit in Armenien bei Aschotawan festgenommen worden. Der Soldat selbst sagte aus, er habe sich verirrt und sei tagelang umhergeirrt. Es wurden jedoch insgesamt drei aserbaidschanische Soldaten in der Gegend beobachtet. Ein zweiter wurde einige Tage danach bei Atschanan gefangen genommen. Dieser wird eines Mordes verdächtigt. Es gingen Videos herum, auf denen er davon spricht, Armenier getötet zu haben. Andere Videos zeigen, wie er nach der Gefangennahme misshandelt wurde. Diese riefen öffentliche Debatten und eine Verurteilung der Misshandlung aus beiden Ländern hervor. Zum ersten Soldaten gab die armenische Regierung schließlich an, dieser sei wegen der schlechten Bedingungen in der Armee von seinem Posten geflohen. Der zweite Soldat wurde am 19. April wegen Mordes an einem Wachmann des Sangesurer Kupfer- und Molybdänkombinats angeklagt.
Ein armenischer Vorschlag vom 13. April, dass beide Seiten sich gleichzeitig von der Grenze zurückziehen, wurde von Aserbaidschan zurückgewiesen mit Verweis auf einige noch von Armenien besetzte Dörfer und die stockenden Verhandlungen. Den Vorwurf, für die Blockade des Latschin-Korridors verantwortlich zu sein, wies man in Baku zurück. In einer Rede am 18. April vor der Nationalversammlung betonte Paschinjan seinen Wunsch nach Frieden, die Anerkennung der territorialen Integrität Aserbaidschans durch Armenien und das wirtschaftliche Potential, das in einer Zusammenarbeit zwischen den Staaten der Region liege.
Am 23. April schließlich wurde der Latschin-Korridor an der Brücke über den Hakari von Aserbaidschan geschlossen und dort ein Checkpoint des aserbaidschanischen Militärs eingerichtet. Damit verlor die russische Friedenstruppe ihre im Waffenstillstand vereinbarte Kontrolle über den Korridor. Von Aserbaidschan wurde der Checkpoint mit dem erneut erhobenen Vorwurf begründet, es würden über den Korridor Waffen nach Bergkarabach geschmuggelt. Die armenische Seite befürchtet, dies seien Vorbereitungen für ethnische Säuberungen und ein Ende der armenischen Bevölkerung in Bergkarabach. Auch richtete man scharfe Kritik an Russland, das die aserbaidschanische Aktion zulasse oder gar heimlich ermögliche, obwohl die russische Regierung dem aserbaidschanischen Wunsch nach einem eigenen Checkpoint in der Vergangenheit immer abgelehnt hatte. Auch der Beobachter der Parlamentarischen Versammlung Europarats, Paul Gavan, warf Aserbaidschan eine einseitige Eskalation unter nur vorgeschobenen Sicherheitsbedenken vor. In ähnlicher Weise wurde das Handeln Aserbaidschans durch die USA, die EU und Frankreich verurteilt, während Russland beide Seiten zur Deeskalation aufrief. In Folge des zweiten Blockadepunktes auf der Straße zwischen Armenien und Stepakanert wurden vier armenisch besiedelte Dörfer um Mez Schen entlang des Korridors völlig von der Außenwelt und von Versorgung abgeschnitten. Selbst die humanitäre Versorgung wurde erst am 26. April wieder aufgenommen. Am 28. April wurde die Blockade durch aserbaidschanische „Öko-Aktivisten“ beendet, da sie ihr Ziel mit der Errichtung des Checkpoints erreicht sahen. Am 29. April wurde stattdessen von der aserbaidschanischen Polizei ein Kontrollpunkt auf der Straße eingerichtet. Die Vorwürfe an Russland wurden durch Armenien, unter anderem durch Paschinjan, in diesen Tagen wiederholt und Aserbaidschan eine nun offene militärische Blockade des Korridors in Bruch des Waffenstillstandsabkommens vorgeworfen, das Russland hätte garantieren sollen. Aserbaidschan widersprach, der Korridor sei nicht blockiert. Von Russland wurden die Vorwürfe zurückgewiesen. Man unternehme alle Anstrengungen, um die Festlegungen des trilateralen Abkommens wieder umzusetzen.
Am 29. April kam es erneut zu einem Schusswechsel bei Tegh, bei dem ein armenischer Soldat verwundet wurde. Am 30. April begannen Verhandlungen zwischen den Außenministern von Aserbaidschan und Armenien in Washington unter Vermittlung der amerikanischen Regierung.

### Mai 2023
Im Mai wurde Verkehr von und nach den zwischen beiden Kontrollpunkten eingeschlossenen Ortschaften von aserbaidschanischer Polizei kontrolliert, obwohl er von Friedenstruppen begleitet wurden. Im gleichen Monat sank das Volumen im Sarsang-Stausee auf ein kritisches Niveau, da Arzach ihn wegen der Versorgungsunterbrechungen stärker für die Stromproduktion in Anspruch nehmen musste. Währenddessen wurde bei den Verhandlungen zwischen Armenien und Aserbaidschan in Washington auch über ethnische Minderheiten und die Blockade gesprochen, wobei bei der armenischen Forderungen nach Sicherheiten für die Armenier in Bergkarabach keine Ergebnisse erzielt wurden. Dennoch gab sich der US-Außenminister Blinken optimistisch. Am 10. und 11. Mai kam es jedoch wieder zu Gefechten zwischen armenischen und aserbaidschanischen Truppen an der gemeinsamen Grenze bei Sotk. Daraufhin forderten die USA beide Seiten auf, ihre Truppen von der Grenze zurückzuziehen. Es folgten Verhandlungen zwischen den Konfliktparteien in Brüssel unter Vermittlung der EU, wo Fragen der Garantien für Armenien in Bergkarabach, die Öffnung und die Bestimmung der Grenzen sowie ein Gefangenenaustausch besprochen wurden. EU-Ratspräsident Michel sah deutliche Fortschritte. Zur gleichen Zeit wurde in Armenien die Diskussion darüber fortgesetzt, ob das Land aus der von Russland geführten OKVS austreten solle, weil die Vertragsverpflichtungen nicht eingehalten werden. Auch sucht Armenien nach neuen Waffenlieferanten, weil Russland das bestellte und bezahlte Material nicht liefere.
Anlässlich einer Sitzung des Obersten Eurasischen Wirtschaftsrates in Moskau am 25. Mai trafen Alijew und Paschinjan unter der Vermittlung des russischen Präsidenten Putin zusammen. Bei dem Treffen wurden die gegenseitigen Vorwürfe wiederholt, es ging ergebnislos zu Ende. Am 26. Mai wurden zwei armenische Soldaten von Aserbaidschan gefangen genommen. Laut der aserbaidschanischen Regierung handelte es sich um Saboteure. Armenien sprach davon, dass sie aus armenischem Gebiet entführt worden seien. Bei einer Rede in Laçın am 28. Mai forderte Alijew die Behörden in Arzach zur Auflösung ihrer Regierung und des Parlaments und zur Unterwerfung unter Aserbaidschan auf. Im Gegenzug würde ihnen Amnestie gewährt. Andernfalls könne Aserbaidschan wieder militärische Gewalt einsetzen. Dies wurde von der armenischen Regierung als Kriegstreiberei und als Drohung mit ethnischen Säuberungen verurteilt.

### Juni 2023
Beim Treffen europäischer Staatschefs in Moldau konnte kein weiterer Fortschritt in den Verhandlungen erreicht werden. Aserbaidschan warf danach dem französischen Präsidenten eine einseitige, anti-aserbaidschanische Positionierung im Konflikt vor. Auch zu Grenzfragen gab es keinen Fortschritt. Eine Behauptung des aserbaidschanischen Premierministers, ein Korridor durch Armenien nach Nachitschewan werde durch russische Truppen eingerichtet und überwacht, wurde von Armenien zurückgewiesen. Eine solche Vereinbarung gebe es nicht.
Mitte des Monats warnte das armenische Außenministerium vor erneuten Angriffen Aserbaidschans in Bergkarabach, da dies bereits mit aserbaidschanischen Berichten über angebliche Waffenstillstandsverletzungen vorbereitet werde. Das Ministerium berichtete auch von aserbaidschanischem Beschuss auf das Grenzdorf Jerasch. Dabei soll ein Stahlwerk getroffen und zwei indische Mitarbeiter verletzt worden sein. Zur gleichen Zeit wurde die Blockade der Region durch Aserbaidschan noch verschärft und auch humanitäre Hilfe nicht mehr durchgelassen. Dies geschah nach einem Schusswechsel am 15. Juni, bei dem ein armenischer und ein aserbaidschanischer Soldat getötet wurden. Aserbaidschanische Soldaten sollen zudem versucht haben, auf armenisches Gebiet einzudringen. Die Blockade führte zu zunehmenden Mangel an Lebensmitteln und Medikamenten in Arzach. Nicht-dringende Operationen mussten ausgesetzt werden. Nach 10 Tagen konnte am 26. Juni erstmals wieder ein Konvoi des Roten Kreuzes den Latschin-Korridor passieren und Arzach versorgen.
Garantien für die armenische Bevölkerung in Bergkarabach lehnte Aserbaidschan weiterhin ab. Dabei würde es sich um eine Einmischung in die inneren Angelegenheiten des Landes handeln. Der armenische Parlamentspräsident erwiderte darauf, dass diese Haltung eines Lösung des Konflikts erschwere. Ende des Monats fanden ab 27. Juni erneut Gespräche zwischen den Außenministern Aserbaidschans und Armeniens in Washington statt. Am gleichen Tag kam es laut Aserbaidschan zu einem Angriff der Soldaten aus Arzach, auf den aserbaidschanischen Soldaten reagiert haben. Bei den Zusammenstößen bei Martuni und Martakert kamen vier Soldaten der armenischen Seite ums Leben und ein aserbaidschanischer Soldat. Arzach forderte daraufhin den Abbruch der Verhandlungen zwischen Armenien und Aserbaidschan, bis ein stabiler Waffenstillstand wiederhergestellt sei. Parallel zu den Verhandlungen löste Paschinjan in Armenien eine öffentliche Debatte über die Niederlage im Krieg 2020 und das Eindringen aserbaidschanischer Streitkräfte nach Armenien 2021 aus. Laut ihm seien Spitzen des Militärs vorsätzlich untätig gewesen, um die armenische Regierung zu stürzen. Mowses Hakobjan, ein ehemaliger Generalstabschef des armenischen Militärs, wies die Vorwürfe zurück. Zur Zeit vor dem Krieg sprach Paschinjan von einer ständigen Bedrohungslage, mit der Aserbaidschan unverhältnismäßige Zugeständnisse erreichen wollte.

### Juli 2023
Die durch die Blockade des Latschin-Korridors verursachte Versorgungskrise in Arzach setzte sich im Juli fort. Nur das Rote Kreuz und gelegentlich die russischen Friedenstruppen wurden von Aserbaidschan in das Gebiet gelassen. Zu Beginn des Monats erklärte der Präsident von Arzach, man habe direkte Verhandlungen mit Baku abgelehnt, da es dabei stets nur um Integration in Aserbaidschan gehe und die Auflösung der Armee und Staatsorgane von Arzach zur Vorbedingung gemacht würden. Zur gleichen Zeit wurde in den aserbaidschanischen Medien über eine unausweichliche, weitere Militäroperation spekuliert. Die Gasversorgung von Arzach wurde am 9. Juli, erstmals nach vier Monaten, wieder aufgenommen, jedoch 24 Stunden später wieder eingestellt. Am 11. Juli wurde auch dem Roten Kreuz die Fahrt nach Arzach verwehrt. Aserbaidschan warf der Organisation vor, Treibstoff, Zigaretten und Mobiltelefone geschmuggelt zu haben. Am 12. Juli forderten die EU, die Vereinigten Staaten und Russland die Öffnung des Latschin-Korridors von Aserbaidschan. In Stepanakert begannen am 14. Juli Demonstrationen von mehreren tausend Menschen gegen die Blockade, die von da an täglich stattfinden sollten.
Ein Treffen der Grenzkommissionen der beiden Länder fand am 12. Juli statt, wobei die Grundlagen der Grenzziehung verhandelt wurden. Am 15. und 16. Juli fand ein weiteres Treffen der Präsidenten von Armenien und Aserbaidschan unter EU-Vermittlung in Brüssel statt. Dabei haben sich beide Staaten ihr jeweiliges Staatsgebiet und dessen Umfang anerkannt sowie die Alma-Ata-Erklärung von 1991 als politische Grundlage für die Grenzziehung benannt. Auch über die Öffnung der Verkehrswege, die Situation der Menschen unter Blockade in Bergkarabach sowie die Freilassung von Gefangenen wurde gesprochen. Dabei wurde von Charles Michel sowohl eine Öffnung des Latschin-Korridors gefordert, als auch die Versorgung Bergkarabachs direkt aus Aserbaidschan begrüßt. Letzteres hatte Aserbaidschan angeboten, wurde aber von den Armeniern in Bergkarabach abgelehnt. Die Ablehnung wurde nach Michels Äußerungen erneut von armenischen Organisationen zurückgewiesen.
Das Verteidigungsministerium von Aserbaidschan warf den Armeniern in Arzach am 17. Juli vor, den Flugverkehr zu stören, indem die GPS-Navigation mit Störsendern angegriffen werde. Am 20. Juli wurde verkündet, dass Kanada sich der EU-Beobachtermission in Armenien anschließt. Der Transfer von Patienten aus Arzach nach Armenien wurde am 21. Juli eingestellt, nachdem Aserbaidschan gefordert hatte, die Patienten an den Checkpunkten medizinisch zu untersuchen und einer Durchsuchung zu unterziehen. Am 25. Juli fanden in Moskau Verhandlungen zwischen den Außenministern der beiden Seiten sowie Russlands statt. Die Ergebnisse entsprachen denen der Verhandlungen in Brüssel. Am 26. Juli forderte auch das Rote Kreuz beide Seiten auf, einen humanitären Konsens zu finden, damit die Versorgung der Bevölkerung in Bergkarabach wieder aufgenommen werden kann. Während die Demonstrationen in Stepanakert anhielten, gab es am 26. Juli auch Proteste in Jerewan, die von Flüchtlingen aus Bergkarabach getragen wurden. Sie forderten internationale Unterstützung und Hilfe für Arzach ein. Versuche von Bürgern, selbst Hilfsgüter mit einem Konvoi nach Bergkarabach zu bringen, waren wegen der Blockade durch aserbaidschanische Kontrollpunkte nicht erfolgreich.
Am 30. Juli nahmen aserbaidschanische Einheiten einen Armenier aus Arzach fest, als dieser für eine Herzoperation nach Armenien gebracht werden sollte. Ihm wird die Beteiligung an Völkermord und ethnischen Säuberungen zu Beginn der 1990er Jahre vor. Er würde in Baku weiter behandelt und das Rote Kreuz könne Zugang zu ihm erhalten. Aus Stepanakert und Jerewan wurde die Festnahme scharf kritisiert.

### August 2023
Im August setzte sich die Blockade des Latschin-Korridors fort und führte zu weiteren Engpässen an Lebensmitteln und Medikamenten in Arzach. Konvois mit Hilfsgütern wurden von der aserbaidschanischen Regierung nicht durch den Kontrollpunkt gelassen. Der UN-Generalsekretär und das UN-Hochkommissariat für Menschenrechte riefen erneut auf, die Passage durch den Korridor zuzulassen und sprachen von einer humanitären Krise, die durch die Blockade entstanden sei. Der frühere Ankläger am Internationalen Strafgerichtshof, Luis Moreno Ocampo, sprach von einem Genozid an der armenischen Bevölkerung in Bergkarabach. Am 2. August nahmen aserbaidschanische Soldaten einen Anwohner aus Arzach fest, weil der illegal die Grenze nach Armenien passieren wollte. Laut Stepanakert sei der Mann betrunken gewesen und sei vom Weg in sein Dorf abgekommen. Ebenfalls am 2. August eröffnete die EU-Beobachtermission in Armenien in Kapan einen weiteren Stützpunkt. Am 28. August betonte der Chef der Mission, man würde gern auch ein Büro in Baku einrichten, um einen direkten Kontakt zur aserbaidschanischen Regierung aufzubauen.
Der Präsident Arzachs Arajik Harutjunjan, dass es einen Dialog mit Baku nicht unter Zwang geben könne und sich die Haltung der aserbaidschanischen Regierung gegenüber Arzach in den letzten Monaten deutlich verschärft habe. Die armenische Regierung dürfe das Selbstbestimmungsrecht der Armenier in Bergkarabach nicht aufgeben. Der armenische Präsident wiederum sprach am 11. August davon, dass die fortgesetzte Blockade des Latschin-Korridors durch Aserbaidschan den Friedensprozess gefährde. Während Armenien wegen der andauernden Blockade den UN-Sicherheitsrat anrief, warf Aserbaidschan der armenischen Seite vor, militärische Einrichtungen auf dem Gebiet Aserbaidschans zu installieren und durch Störsender den Flugverkehr in Aserbaidschan zu stören. Am 15. August widersprach die EU-Beobachtermission: Armenien baue keine militärischen Einrichtungen oder ähnliche Bedrohungen an der Grenze zu Aserbaidschan auf. Am gleichen Tag wurde vom ersten Todesfall durch die von der Blockade verursachte Hungersnot in Arzach berichtet. Bei der Sicherheitsratssitzung am 16. August trugen Armenien und Aserbaidschan ihre Standpunkte vor. Russland und die Türkei lehnten es ab, den Konflikt im Sicherheitsrat zu behandeln, Frankreich und Großbritannien forderten die Öffnung des Latschin-Korridors und andere Akteure forderten beide Seiten zu Verhandlungen auf.
Beim armenischen Ort Werin Schorscha gerieten am 15. August europäische Beobachter unter Beschuss von unbekannter Seite. Armenien beschuldigte Aserbaidschan, für die Schüsse verantwortlich zu sein, was von dort zurückgewiesen wurde. Am 18. August berichtete Armenien davon, dass eine unbekannte Person aus Aserbaidschan nach Armenien eingedrungen sei und Schüsse auf den Flughafen Sjunik abgefeuert habe. Das Rote Kreuz veröffentlichte am gleichen Tag einen Bericht über ihre Hilfslieferungen nach Arzach. Sie seien seit langem die einzige humanitäre Organisation, die noch Lieferungen durchführt, konnte dies aber seit dem 7. Juli auch nicht mehr. Am 21. August erklärte Armenien, dass bei einem aserbaidschanischen Angriff an der Staatsgrenze ein armenischer Soldat getötet worden war. Am Tag darauf berichtete Aserbaidschan, dass armenische Einheiten an der Staatsgrenze angegriffen hätten. Auch Angriffe auf Stellungen in Bergkarabach habe es gegeben. Am 29. August wurden drei Karabach-Armenier von aserbaidschanischen Soldaten festgenommen, weil diese zwei Jahre zuvor die aserbaidschanische Flagge beleidigt hätten. Nach 10 Tagen Arrest sollten sie ausgewiesen werden. Ebenfalls an diesem Tag sendete der Rote Halbmond einen Lkw mit Hilfsgütern von Aserbaidschan nach Bergkarabach, dem sich dort jedoch Demonstranten entgegenstellten, weswegen er von den Friedenstruppen nicht durchgelassen wurde. Ein von Frankreich organisierter Hilfskonvoi mit 10 Lkw wurde am 30. August von Aserbaidschan daran gehindert, den Latschin-Korridor zu passieren. In einem Telefonat mit dem französischen Präsidenten forderte Alijew, dass der Latschin-Korridor nur geöffnet werden, wenn sich Arzach auch für die Versorgung direkt aus Aserbaidschan öffne.
Nachdem der frühere Premierminister von Arzach, Ruben Wardanjan, den Rücktritt des Präsidenten Harutjunjan gefordert hatten, drangen am 16. August Milizionäre in das Parlament der de-facto-Republik ein und erfragten, wer den Rücktritt unterstütze. Am 31. August verkündete Harutjunjan schließlich doch seinen Rücktritt. Er wolle die Verhandlungen mit Baku nicht blockieren. Die armenische Regierung veröffentlichte am gleichen Tag eine harsche Kritik an der Politik Russlands und der Militärallianz OVKS, die auf alle Hilfsgesuche Armeniens und die von Aserbaidschan verursachte humanitäre Krise nicht reagierten. Ebenfalls am 31. August bestätigte Armenien den Status der EU-Beobachtermission.

### September 2023, Kapitulation der Republik Arzach
Am 1. September kam es zu Schusswechseln mit mehreren Toten an der Grenze zwischen Sotk und Kəlbəcər, für die sich die beiden Seiten gegenseitig verantwortlich machten. Auch die diplomatischen Spannungen zwischen Armenien und Russland nahmen zu Beginn des Monats zu. So entsandte Armenien erstmals humanitäre Hilfe an Russlands Kriegsgegner Ukraine, begleitet von einem Besuch der armenischen Präsidentengattin. Auch eine gemeinsame militärische Übung Armeniens und der USA belastete die Beziehungen mit Russland. In Armenien kamen sogar Behauptungen auf, Russland plane einen Staatsstreich in Armenien, was von russischer Seite zurückgewiesen wurde. Aserbaidschan wiederum kritisierte die französische Entsendung von Hilfe nach Arzach als Einmischung und bestellte den Botschafter ein. In ähnlicher Weise wies man die Kritik aus den USA an der Situation in Bergkarabach zurück. Außerdem fanden Verhandlungen über die Normalisierung der aserbaidschanisch-armenischen Beziehungen unter russischer, amerikanischer und deutscher Vermittlung statt. Paschinjan bot direkte Gespräche mit Alijew an. Der Iran betonte mit Blick auf die eigene Grenze mit Armenien, man werde keine Veränderung der international anerkannten Grenzen in der Region hinnehmen. In Bergkarabach hielt die Versorgungskrise an und drohte, sich zu einer Hungersnot zu entwickeln, letzte Reserven wurden aufgebraucht.
Am 9. September stimmte die Regierung von Arzach zu, die Straße von Agdam für Hilfstransporte aus Aserbaidschan zu öffnen. Am 12. September erreichte ein einzelner Lastwagen aus Bərdə Bergkarabach, während Verhandlungen über die gleichzeitige Öffnung der Straßen über Laçın und Ağdam fortgesetzt wurden. Trotz Zustimmung zur anderen Route, ermöglichte Aserbaidschan nicht die Öffnung des Latschin-Korridors, was nach Tagen international breit kritisiert und die unverzügliche Öffnung sowohl aus Russland als auch von westlichen Ländern gefordert wurde. Am 17. September wurde die gleichzeitige Aufnahme von Hilfsgüterlieferungen über beide Routen am 18. September vereinbart.
Am 13. September, wie bereits Paschinjan am 7. September bei einer Kabinettssitzung, warnte Armenien internationale Partner wie die OSZE, dass man bedrohliche aserbaidschanische Truppenbewegungen an der Grenze sowie in Bergkarabach bemerke. Die Befürchtungen und Vorwürfe zunehmender Waffenstillstandsverletzungen wurden wiederholt, als am 14. September ein weiterer Entwurf für den Friedensvertrag von Aserbaidschan an Armenien ging. Nachdem am 18. September noch vom türkischen Präsidenten ein Vierer-Treffen zwischen Russland, der Türkei, Armenien und Aserbaidschan zur Lage in Bergkarabach vorgeschlagen wurde, begann Aserbaidschan am Mittag des 19. Septembers eine Offensive gegen Arzach. Nachdem bei einem Anschlag von Armeniern aserbaidschanische Soldaten umgekommen seien, müsse man die verfassungsmäßige Ordnung wiederherstellen. Aserbaidschan griff an vielen Stellen der Waffenstillstandslinie an und beschoss mehrere Städte, darunter auch Stepanakert. Am Tag darauf kapitulierte die Republik Arzach unter dem militärischen Druck und sagte Verhandlungen zur Integration in Aserbaidschan sowie die Entwaffnung der Streitkräfte zu, um eine Waffenruhe zu erreichen. Während es auch nach Beginn der Waffenruhe noch vereinzelt zu Zusammenstößen kam, verhandelten Vertreter von Arzach mit der aserbaidschanischen Regierung. Schließlich verkündete die Regierung von Arzach am 28. September, dass sich die Republik zum 1. Januar 2024 auflösen werde. Zu diesem Zeitpunkt waren seit der Kapitulation bereits über die Hälfte der armenischen Bevölkerung aus Bergkarabach geflohen, da Gewalt bis hin zu Genozid durch Aserbaidschaner befürchtet wurde. Am 30. September verkündete der ehemalige Staatsminister von Arzach, Artak Beglarjan, dass in Bergkarabach fast keine Armenier verblieben seien.
Als Reaktion auf die Kapitulation kam es in Armenien zu Protesten und weiteren gemeinsamen Aktionen der Opposition, die den Rücktritt der Regierung und sichere Fluchtmöglichkeiten für die Armenier in Bergkarabach forderten. Dabei wurde auch von Polizeigewalt gegen Demonstranten berichtet. Am 24. September berichteten die armenischen Sicherheitsbehörden von Versuchen, die Regierung und die staatliche Ordnung gewaltsam zu stürzen. Es wurden Durchsuchungen und Festnahmen veranlasst. Es wurde ein Putschversuch und Verbindungen zu Russland oder russischen Medien vermutet, während sich die Beziehungen zwischen Armenien und Russland weiter verschlechterten: Armenien warf Russland Untätigkeit und unzureichenden Schutz der Armenien in Bergkarabach vor, während in Moskau die Schuld bei der Regierung Paschinjan gesehen wurde, die sich zu sehr nach Westen orientiert habe. Zugleich wuchs in Armenien die Angst vor einem Angriff Aserbaidschans auf Armenien selbst. Am 29. September erklärte der armenische Verteidigungsminister, dass die Soldaten der Armee von Arzach ihren Dienst in der armenischen Armee fortsetzen können. Am gleichen Tag rief Armenien den Internationalen Gerichtshof der Vereinten Nationen. Er solle Aserbaidschan verpflichten, die Armenier in Bergkarabach nicht zu diskriminieren und die Rückkehr der Flüchtlinge zu ermöglichen.

### Oktober 2023
Nachdem fast alle Einwohner Bergkarabachs nach Armenien geflohen waren, besuchte vom 1. bis 3. Oktober eine Mission der UN die Region, um sich ein Bild der Lage und der Bedürfnisse der verbliebenen Bewohner zu machen. Nur 50 bis 1000 ethnische Armenier sollen in Bergkarabach geblieben sein. Armenien kritisierte den Besuch scharf, da er viel zu spät stattgefunden habe, und forderte zu einer Anerkennung der Vertreibung als ethnischer Säuberung auf. Am 10. Oktober wurde die Arbeit der UN-Mission beendet. Gespräche zwischen Vertretern von Arzach und Aserbaidschan über die Integration wurden fortgesetzt und die aserbaidschanische Regierung kündigte eine wirtschaftliche Unterstützung der Region für den Wiederaufbau an. Bewohner könnten die aserbaidschanische Staatsbürgerschaft erhalten und die regionale Verwaltung würde mittels kommunaler Neuwahlen neu gebildet. Auch wolle man Kultur und Sprache der Armenier nicht einschränken. Zugleich wurde von Aserbaidschan bestätigt, dass die Streitkräfte von Arzach aufgelöst sind und alle Waffen eingesammelt wurden. Das aserbaidschanische Innenministerium meldete, Verwaltungsgebäude in Bergkarabach seien vermint worden.
An der Staatsgrenze wurde laut dem aserbaidschanischen Verteidigungsministerium am 1. Oktober ein Soldat durch armenischen Beschuss getötet, während Armenien wiederum Aserbaidschan Beschuss vorwarf. Am 4. Oktober bot auch der Iran an, Beobachter an die armenische Grenze zu entsenden, um Spannungen abzubauen. Beim Treffen der Europäischen Gemeinschaft am 5. Oktober, zu der Aserbaidschan nicht angereist war, unterzeichnete der armenische Premierminister eine Erklärung, die die Grenzen Aserbaidschans anerkennt. Dies und die gegenseitige Anerkennung der Souveränität innerhalb der Grenzen sollte Grundlage für einen Friedensvertrag sein. Da das aserbaidschanische Projekt des Sangesur-Korridors durch Armenien zur Exklave Nachitschewan nicht vorankam, brachten aserbaidschanische Politiker Anfang Oktober eine Verbindung über den Iran als Alternative ins Spiel. Am 6. Oktober folgte die Grundsteinlegung für eine neue Brücke von Zəngilan über den Aras in den Iran, die Teil einer solchen Verbindung sein könnte. Am gleichen Tag fand ein Treffen zwischen den Präsidenten der Türkei und Aserbaidschans statt, bei dem anders als früher auch nicht mehr über einen Sangesur-Korridor gesprochen wurde. Ansprüche Aserbaidschans auf Sangesur oder andere Teile Armeniens wurden am 16. Oktober auch von der aserbaidschanischen Regierung zurückgewiesen. Am 25. Oktober erklärte der aserbaidschanische Präsidentenberater Hikmet Halijew, der Sangesur-Korridor sei für Aserbaidschan nicht mehr attraktiv. Neuer Streit zwischen Armenien und Aserbaidschan entstand über die von Aserbaidschan festgenommenen Bewohner von Bergkarabach, vor allem acht frühere Vertreter der Republik Arzach, darunter drei Präsidenten. Aserbaidschan wirft ihnen Terrorismus, Kriegsverbrechen und andere Verbrechen vor, während Armenien die Festnahmen als ungesetzlich und unbegründet verurteilt.
Am 5. Oktober beschloss das Europäische Parlament eine Resolution, die Sanktionen gegen Aserbaidschan wegen der jüngsten Waffenstillstandsverletzungen in Bergkarabach fordert. Die russischen Friedenstruppen sollten durch eine UN-Friedenstruppe ersetzt werden. Am gleichen Tag sprach ein Vertreter der Duma über ein baldiges Ende der russischen Mission. Dies wurde zunächst von der russischen Regierung zurückgewiesen, die weitere Zukunft der Mission aber am 11. Oktober auch von dieser Seite in Frage gestellt. Von der französischen Außenministerin gab es am 11. Oktober erneut eine Verurteilung der Vertreibung der Armenier aus Bergkarabach. Am 15. Oktober besuchte der aserbaidschanische Präsident İlham Əliyev mehrere Ortschaften in Bergkarabach, die frühere Hauptstadt der Autonomie Stepanakert. Dabei hisste er aserbaidschanische Flaggen und ernannte einen Kommandanten der Stadt.
Ende Oktober kam es in Jerewan zu Protesten gegen die verbliebene Regierung von Arzach, die in ihre armenische Vertretung gezogen ist. Vertriebene aus Bergkarabach forderten eine bessere Versorgung und Unterkünfte. Am 25. Oktober wurde von Paschinjan ein neues Unterstützungspaket für die Vertriebenen vorgestellt, das besonders bedürftigen unter ihnen zusätzliche 125 Doller zugesteht. Ebenfalls Ende des Monats kamen in Armenien Zweifel an Aserbaidschans Ernsthaftigkeit im Friedensprozess auf, da ständig wechselnde Verhandlungsformate vorgeschlagen werden. So fand am 23. Oktober ein Treffen der Außenminister Armeniens und Aserbaidschans mit denen aus der Türkei, Russland und Iran statt, bei dem wirtschaftliche Perspektiven im Vordergrund standen. Auch Georgien wurde als Vermittler und Ort neuer Verhandlungen vorgeschlagen. Während sich die Beziehungen zwischen Armenien und Russland in dieser Zeit deutlich verschlechterten und über eine russische Prapagandasendung über Nikol Paschinjan gegenseitig die Botschafter einbestellt wurden, schlossen Armenien und Frankreich ein Militärabkommen, das französische Rüstungsexporte nach Armenien und die Entsendung eines Militärberaters vorsieht. Paschinjan kündigte eine Diversifizierung der armenischen Sicherheitsbeziehungen an, da man mit den Abkommen mit Russland und der OVKS nicht zufrieden sei. Am 27. Oktober schlug Armenien beim Seidenstraßen-Forum in Tiflis die Wiederherstellung der Verkehrsverbindungen mit der Türkei und Aserbaidschan vor, um die wirtschaftliche Entwicklung zu fördern und den Frieden zu sichern. Auch wolle Armenien wieder Gas aus Aserbaidschan importieren.

### November 2023
Am 2. November trafen sich Vertreter der Regierung von Arzach in deren Botschaft in Jerewan, um über einen weiteren Erhalt von Arzach zu sprechen. Dabei wurde auch die Legalität und Wirksamkeit der Auflösungserklärung angezweifelt. Am 8. November fand ich Stepanakert, nun von Aserbaidschan wieder in Xankəndi umbenannt, eine Militärparade zum Jahrestages des aserbaidschanischen Sieges 2020 statt.
Die europäische Beobachtermission eröffnete am 1. November ein neues Hauptquartier in Jeghegnadsor. Bei einer Sitzung am 13. November beschloss der Rat der europäischen Außenminister, die Beobachtermission in Armenien zu verstärken. Wie zuvor auch die USA warnte man Aserbaidschan, die territoriale Integrität Armeniens zu verletzten. Die Regierung in Baku wies diese Vorwürfe zurück. Außerdem prüft die EU, wie Armenien mit der Lieferung nicht-tödlicher Ausrüstung unterstützt werden kann. Zur gleichen Zeit verkündete die Türkei, ihre Militärpräsenz in Aserbaidschan verlängern zu wollen. Am 17. November urteilte der Internationale Gerichtshof, dass Aserbaidschan verpflichtet ist, die Sicherheit von nach Bergkarabach zurückkehrenden Armeniern zu gewährleisten, und auch ihr Eigentum und ihre Identität schützen muss.
Am 18. November wurde an der Staatsgrenze ein armenischer Soldat durch aserbaidschanischen Beschuss verletzt. Zwei Tage später warf Aserbaidschan Armenien vor, illegale militärische Aktivitäten an der Grenze zu unternehmen und zu planen. Am 21. November sprachen erstmals beide Seiten über die Möglichkeit direkter Friedensverhandlungen auf höchster Ebene ohne Vermittler sowie weitere Schritte bei der Grenzfestlegung. Am 28. November erklärte Alen Simonjan, Präsident des armenischen Parlaments, dass der Friedensvertrag bald abgeschlossen werden könne. Man unterstütze die territoriale Integrität Aserbaidschans, die Bergkarabach-Frage existiere nicht mehr. Am 30. November traf sich die Grenzkommission zu ihrer fünften Beratung, bei der organisatorische und Fragen zum Grenzziehungsprozess besprochen wurden. Beim Treffen der OVKS Ende November nahmen keine hochrangigen Vertreter Armeniens mehr teil, was von Belarus und Russland kritisiert wurde. Zudem wurde in Armenien erneut ein Austritt aus dem Bündnis ins Gespräch gebracht. Russland blockierte die Einfuhr armenischer Lebensmittel und begründete dies mit hygienischen Bedenken, was zu weiteren Spannungen zwischen den beiden Ländern führte. Ebenfalls Ende November traf sich der armenische Außenminister mit westlichen Partnern, um die Zusammenarbeit mit den USA und der NATO in Sicherheitsfragen zu vertiefen.

### Dezember 2023
Am 4. Dezember beschossen aserbaidschanische Truppen armenische Soldaten bei Bardsruni an der Grenze zur Nachitschewan, so das armenische Verteidigungsministerium, wobei ein Armenier getötet wurde. Aserbaidschan wies die Berichte zurück. Bei einem Treffen des aserbaidschanischen Gremiums für Opfer von Landminen wurde Anfang Dezember auf die bisherigen Minenopfer und deren Versorgung, vor allem aber auf die noch notwendige Minenräumung aufmerksam gemacht. Die Räumung könne etwa 25 Milliarden US-Dollar kosten, bisher seien nur 10 Millionen geflossen. Die Menschenrechtsombudsfrau forderte, dass Armenien Kompensationen zahlen und die Karten der Minenfelder übergeben müsse. Ebenfalls Anfang des Monats bekundete die britische Regierung ihre Unterstützung für Minenräumung sowie Interesse, dass britische Firmen am Wiederaufbau beteiligt werden – jedoch nur außerhalb der früher von Armeniern besiedelten Gebiete. Am 7. Dezember vereinbarten Armenien und Aserbaidschan bei direkten Gesprächen vertrauensbildende Maßnahmen, darunter die gegenseitige Freilassung von Gefangenen. Vertreter der USA, der EU und des Vereinigten Königreichs begrüßten den Schritt als Durchbruch bei den Verhandlungen. Mitte des Monats zeigten sich sowohl Vertreter Armeniens als auch Aserbaidschans optimistisch, bald eine Einigung in den Friedensverhandlungen zu erreichen.
Auch im Dezember lehnten Vertreter aus Armenien eine Teilnahme am Treffen der Allianz OVKS ab, ohne die Beziehungen zur Organisation als belastet zu sehen, aber mit Verweis auf deren Nutzlosigkeit im Konflikt mit Aserbaidschan. Nachdem bereits Mitte Dezember unter den Funktionären und Politikern der Republik Arzach Widerspruch gegen eine Selbstauflösung aufkam, wurde die Erklärung zur Auflösung der Republik Arzach am 21. Dezember von Samwel Schachramanjan als ungültig erklärt. Die Behörden würden auch 2024 weiter ehrenamtlich arbeiten.

### 2024
Am 4. Januar 2024 übergab Armenien einen neuen Entwurf für einen Friedensvertrag an Aserbaidschan. Am 10. Januar 2024 brachte der aserbaidschanische Präsident İlham Əliyev, dass man auf einem Korridor ohne Kontrolle durch Armenien bestehen werde, sonst würden generell keine Grenzübergänge nach Armenien geöffnet, was zu deren eigenen Schaden wäre. Ein kommendes wichtiges Thema der Verhandlungen mit Armenien wären die noch von Armenien gehaltenen Dörfer und Enklaven, insbesondere in Qazax und Tovuz. Die auch von anderen aserbaidschanischen Offizielle wiederaufgenommene Diskussion um den Sangesur-Korridor wurde von armenischer Seite abgelehnt. In Bezug auf die Friedensverhandlungen sahen beide Seiten Fortschritte, aber auch noch zu überwindende Hindernisse. Die von Əliyev formulierten Bedingungen, so Paschinjan, seien ein deutlicher Rückschritt im Friedensprozess, da Aserbaidschan die Grenzfestlegung vom Friedensschluss abtrennen will und zugleich keine Karten als Grundlage für die Grenzen akzeptiert. Ohne Klärung der Grenzfragen könnten jedoch auch keine besetzten Gebiete geräumt werden, so der armenische Premierminister. So forderte er auch, dass Aserbaidschan Garantien abgeben müsse, keine verborgenen territorialen Ansprüche auf Armenien zu verfolgen, und bot gleiche Garantien im Gegenzug an. In den Tagen danach schlug Paschinjan auch eine neue Verfassung für Armenien vor, Analysten zufolge mit dem Ziel, die aus der bisherigen Verfassung hervorgehenden Ansprüche an die Türkei und Aserbaidschan abzuschaffen. Für den Fall, dass sich die Friedensverhandlungen länger hinziehen würden, bot er Aserbaidschan einen Nichtangriffspakt an. Aserbaidschan wies dies zurück und warf Armenien vor, mit einer Politik der Aufrüstung in der Suche nach Frieden unglaubwürdig zu sein.
Am 19. April 2024 einigten sich beide Länder bei gemeinsamen Gesprächen darauf, dass Armenien vier verlassene Dörfer an Aserbaidschan zurückgibt, die Armenien seit den 1990er Jahren besetzt hatte. Dies sei ein erster Schritt zur Gebietsabgrenzung zwischen Armenien und Aserbaidschan, deren Grenzen nach den jeweiligen Sowjetrepubliken zum Zeitpunkt der Auflösung der Sowjetunion gezogen werden sollen. Außerdem wurde vereinbart, das gegenseitige Gebietsabgrenzungsverfahren fortzusetzen, einschließlich der Enklaven und Exklaven, zumal auch Aserbaidschan einige verlassene Dörfer von Armenien besetzt hat.
Nachdem Diplomaten beider Länder sich am 16. Mai 2024 über eine gemeinsame Grenzziehung auf einem 12,7 Kilometer langen Abschnitt im Nordosten Armeniens bzw. Nordwesten Aserbaidschans geeinigt hatten, gab Eriwan am 24. Mai 2024 vier Dörfer (Baghanis Ayrum, Asagi Eskipara, Heyrimli und Kizilhacili) an Baku zurück. Dies wurde als „Meilenstein“ auf dem Weg zu einem Friedensvertrag zwischen beiden Ländern gewertet. Zuvor hatten sich die Außenminister beider Länder auf Vermittlung von Kasachstan in Almaty getroffen. Dort wurde über die Grenzziehung und den Entwurf einer „Bilateralen Vereinbarung über die Schaffung von Frieden und zwischenstaatlichen Beziehungen zwischen Aserbaidschan und Armenien“ verhandelt. Beide Seiten vereinbarten, die Verhandlungen über offene Fragen fortzusetzen. Nachdem Baku erklärt hatte, es werde nur dann einen Friedensvertrag unterzeichnen, wenn Jerewan zuvor seine Verfassung ändere, die indirekte Gebietsansprüche auf Bergkarabach erhebe, ordnete Premierminister Paschinjan am 24. Mai 2024 die Erarbeitung einer neuen Verfassung bis Ende 2026 an.
Nach einem persönlichen Treffen am Rande des BRICS-Gipfels Ende Oktober 2024 in der russischen Stadt Kasan beauftragten Alijew und Paschinjan ihre jeweiligen Außenminister, die Verhandlungen über eine „Vereinbarung zum Aufbau von Frieden und zwischenstaatlichen Beziehungen“ zu beschleunigen.

### 2025
Im März 2025 wurde die Einigung auf einen Text für einen Friedensvertrag verkündet, der unterzeichnet werden könnte. Dabei waren jedoch noch nicht alle Punkte geklärt und insbesondere die aserbaidschanischen Forderungen nach einer Änderung der armenischen Verfassung noch offen. Diese soll laut Aserbaidschan in der nächsten Phase geschehen, noch vor der Unterzeichnung. In Armenien ist die Änderung jedoch erst für 2026 geplant. Armenien habe eingewilligt, dass die EU-Beobachtungsmission abgezogen wird und alle Klagen gegen Aserbaidschan vor internationalen Gerichtshöfen zurückgezogen werden. Eine Klärung bezüglich der gegenseitig besetzten Enklaven sei ebenso wenig enthalten wie die Forderung Aserbaidschans nach einem Korridor nach Nachitschewan. Beide Seiten sprachen weiterhin von gegenseitigem Misstrauen. Der armenische Präsident verwies auf die wiederholt von Aserbaidschan geäußerten Ansprüche auf armenisches Gebiet als „Westaserbaidschan“ und den Korridor, während in aserbaidschanischen regierungsnahen Medien vor einem Angriff Armeniens mit Hilfe der zivilen EU-Mission im April gewarnt wurde. Nach der Einigung auf einen Text, der nicht veröffentlicht wurde, kam es in den darauffolgenden Monaten bis in den August hinein wiederholt zu Verletzungen des Waffenstillstands an der gemeinsamen Grenze, die sich Armenien und Aserbaidschan gegenseitig vorwarfen. Ein Treffen zwischen Paschinjan und Alijew in Abu Dhabi im Juli brachte keine Verhandlungsfortschritte.
Nach Vermittlung der US-Regierung unterzeichneten die Staatspräsidenten von Armenien und Aserbaidschan im Beisein von US-Präsident Donald Trump am 8. August 2025 im Weißen Haus ein Abkommen über die Lösung des Konflikts um den Sangesur-Korridor. Das Abkommen sieht unter dem Namen „Trump Straße für Internationalen Frieden und Wohlstand“ (Trump Road for International Peace and Prosperity, TRIPP) die Verpachtung eines etwa 40 km langen Korridors von Aserbaidschan zu dessen Exklave Nachitschewan an die Vereinigten Staaten vor, die dort von privaten Investoren einen Transitkorridor mit Öl- und Gaspipeline sowie Bahn-, Straßen- und Galsfaserverbindung errichten lassen, der Aserbaidschan zur kommerziellen Nutzung zur Verfügung stehen soll. Die Sicherheit soll durch private Firmen gewährleistet werden und Armenien die formelle Hoheit behalten. Beim gleichen Treffen wurden bilaterale Vereinbarungen zwischen den USA und Armenien und Aserbaidschan geschlossen, die wirtschaftliche Hemmnisse beseitigen sollen. Die Konfliktparteien brachten zudem den Entwurf für den Friedensvertrag voran. Dieser wurde am 11. August veröffentlicht. Während Vertreter europäischer Länder und die Türkei die Vereinbarungen begrüßten, waren die Stellungnahmen der Nachbarn Russland und Iran verhalten, da diese ihre eigenen Interessen in der Region in Gefahr und einen wachsenden Einfluss der USA sehen. Paschinjan begegnete den Befürchtungen einige Tage später damit, dass auch die beiden Nachbarn von offenen Transportwegen in der Region profitieren würden. In Armenien wurde das Abkommen von Regierungsvertretern und einigen pro-westlichen Gruppen begrüßt, während Vertreter der Opposition sowie pro-russische Gruppen es als Angriff auf die Souveränität des Landes angriffen. Beobachter sehen in dem Abkommen eine Schwächung insbesondere von Iran und Russland, in deren direktem Umfeld nun die USA an Einfluss gewinnen und hier sogar amerikanische Sicherheitskräfte stationiert werden könnten. Insbesondere regionale Beobachter äußerten zwar wachsende Hoffnung auf eine dauerhafte Friedenslösung, waren jedoch noch zurückhaltend, was die Nachhaltigkeit der Vereinbarungen angeht. Sie sehen vor allem einen Sieg für Alijew, der für Aserbaidschan wirtschaftliche Erleichterungen durch die USA und den lange gewünschten Korridor nach Nachitschewan erreichen konnte. Für einen Friedensvertrag sind noch offene Fragen zu klären. Aserbaidschan habe sich bisher als unzuverlässiger Partner gezeigt und kurz nach dem Treffen stellte Alijew erneut Forderungen nach einer Änderung der armenischen Verfassung, was die Verhandlungen schon bisher belastete.